# 艾馬·沙普薩特
艾馬·沙普薩特（Template:PerB，Amir Shapourzadeh，1982年9月19日—）是伊朗足球運動員，現時效力德甲的法蘭克福，司職前鋒。

## 球會生涯
沙普薩特是在2002年登陸德甲加盟漢堡，但只能效力二隊。2004年，他轉投羅斯托克，2005年由二隊提升往頂級隊。2008年，他加盟到法蘭克福。

## 國際賽生涯
他首次為國家隊上陣是在2008年5月對贊比亞後備上陣。

## 相關連結
- Interview with Amir Shapourzadeh （页面存档备份，存于）
- （德文） Career stats at fussballdaten.de （页面存档备份，存于）
- Interview with Amir Shapourzadeh on 06 April 2008